# 直覺手術
直觉手术公司（Intuitive Surgical Inc.），或称直觉外科公司，是一家美国医疗设备公司，主要研究机器人辅助微创手术技术，著名产品为達文西外科手術系統。
该公司研发的達文西手术機器人主要用于前列腺切除术、心脏瓣膜修复和妇产科手术。

## 历史
- 1998年12月，第一台da Vinci手术机器人系统问世。[3][4]

- 2000年6月，da Vinci外科手术系统成为FDA批准的第一个用于腹腔镜手术的自动机械系统。[3]同年直覺手術在NASDAQ上市。[5]

- 直觉外科公司在 2000 年的首次公开募股（IPO）中筹集了 4600 万美元。同年，FDA 批准将达芬奇手术系统用于普通腹腔镜手术，该系统可用于治疗胆囊疾病和胃食管疾病。 [3]

- 2001年，FDA批准将该系统用于前列腺手术。FDA随后批准了该系统用于胸腔镜手术、辅助切口心脏手术和妇科手术。[3]

- 2003年起，用于各种心脏外科直视手术。

- 2017年5月，直覺手術与复星医药联合組建直观复星医疗器械技术(上海)有限公司[5]。

- 2018年6月，Intuitive Surgical以4300万美元和解了针对它的集体诉讼。[3]